# Helena Anhava
Ruth Helena Anhava, född Pohjanpää den 24 oktober 1925 i Helsingfors, död 24 november 2018 i Helsingfors, var en finländsk författare. Hon var gift med Tuomas Anhava.
Helena Anhava har gett ut diktsamlingar, aforismer och noveller, bland annat Kun on nuorin ("När man är yngst", 1985), hörspel och barnböcker. Hennes verk uppvisar ett känsligt sinne, och temana är ofta tidens förändring och konflikter mellan generationer. På svenska finns urvalsvolymen Sök dig själv hos tystnaden (1980), tolkad till svenska av Bo Carpelan.
Anhava var också verksam som översättare.
Hon erhöll Pro Finlandia-medaljen 1998.